# Moteur Twin-Cam Alfa Romeo
Le moteur Twin-Cam Alfa Romeo, souvent dénommé simplement bialbero, est un moteur thermique automobile à combustion interne, essence à quatre temps, avec quatre cylindres en ligne et huit soupapes en tête avec arbres à cames en tête, à distribution par deux chaînes de type duplex, à bloc en aluminium avec chemises amovibles en fonte et culasse hémisphérique en aluminium, les soupapes d'admission et d'échappement inclinées à 80°, refroidi par eau, doté d'un vilebrequin cinq paliers, conçu et fabriqué par le constructeur italien Alfa Romeo de 1954 à 1994. Il a été développé par l'ingénieur Giuseppe Busso.
Son nom Twin-Cam vient de son double arbre à cames en tête. Les différentes cylindrées sont 1,3 L (1 290 cm3 et 1 357 cm3), 1,6 L (1 570 cm3), 1,7 L (1 748 cm3), 1,8 L (1 779 cm3, 1 762 cm3 et 1 773 cm3) et 2,0 L (1 962 cm3 et 1 995 cm3).

## Histoire
Le premier moteur Twin-Cam fabriqué en série à Milan, précurseur d'une longue série de succès, est un 1 290 cm3 (type AR00530), monté sur la Giulietta en 1954.

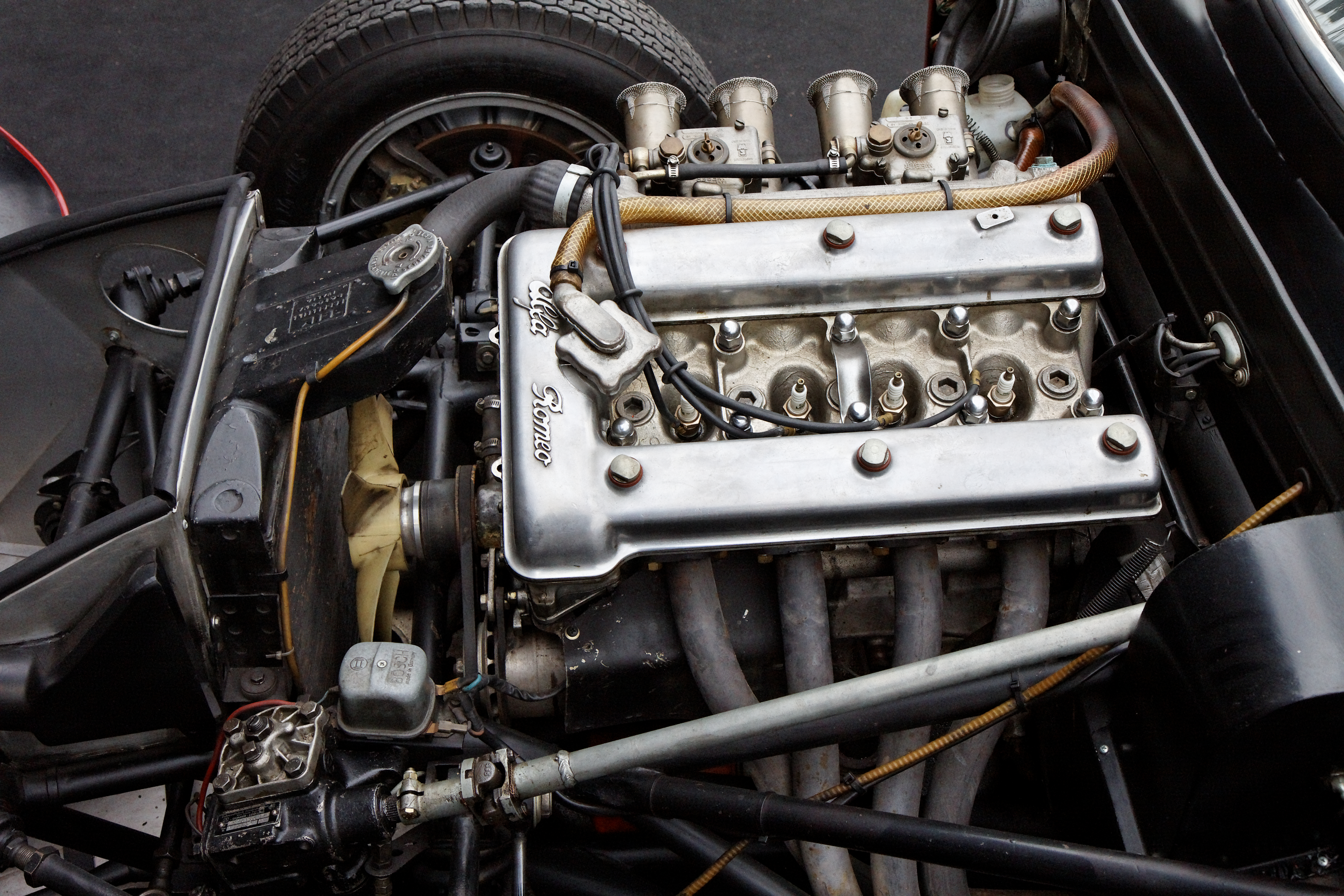
Un moteur Twin-Cam Alfa Romeo monté sur une Alfa TZ, 1965.

La version 1 570 cm3 type ( AR00526) fait ses débuts à l'occasion du lancement de la Giulia en 1962.
Le 1 779 cm3 est commercialisé à l'occasion du lancement de l'Alfa Romeo 1750, en 1968. Le 1 962 cm3 est monté sur la « 2000 » en 1971, version ultime de la génération Giulia. Alors que les versions précédentes étaient proposées uniquement avec une alimentation par carburateurs horizontaux, ces deux derniers modèles sont aussi proposés sur le marché américain dotés d'une injection (mécanique) , permettant la conformité avec la réglementation antipollution, mais au prix d'une perte de puissance d'environ 10 ch. La version course de ce bloc est modifiée pour atteindre une cylindrée de 1 985 cm3, et est dotée d'un double allumage (sur les modèles 1750 et 2000 GTAm).
Les solutions techniques mises en œuvre sur ce moteur sont d'avant-garde au milieu des années 1950. Ses caractéristiques, avec quelques modifications mineures, sont à la base de tous les modèles de moteurs fabriqués pour les quarante années suivantes. Un bloc tout en aluminium, les soupapes d'échappement refroidies au sodium, une solution technique très novatrice pour l'époque, un vilebrequin durci par nitruration, etc. La version de course de ce dernier, sur les Alfa Romeo Giulia GTA, est le moteur "Twin-Cam Twin-Spark ignition".

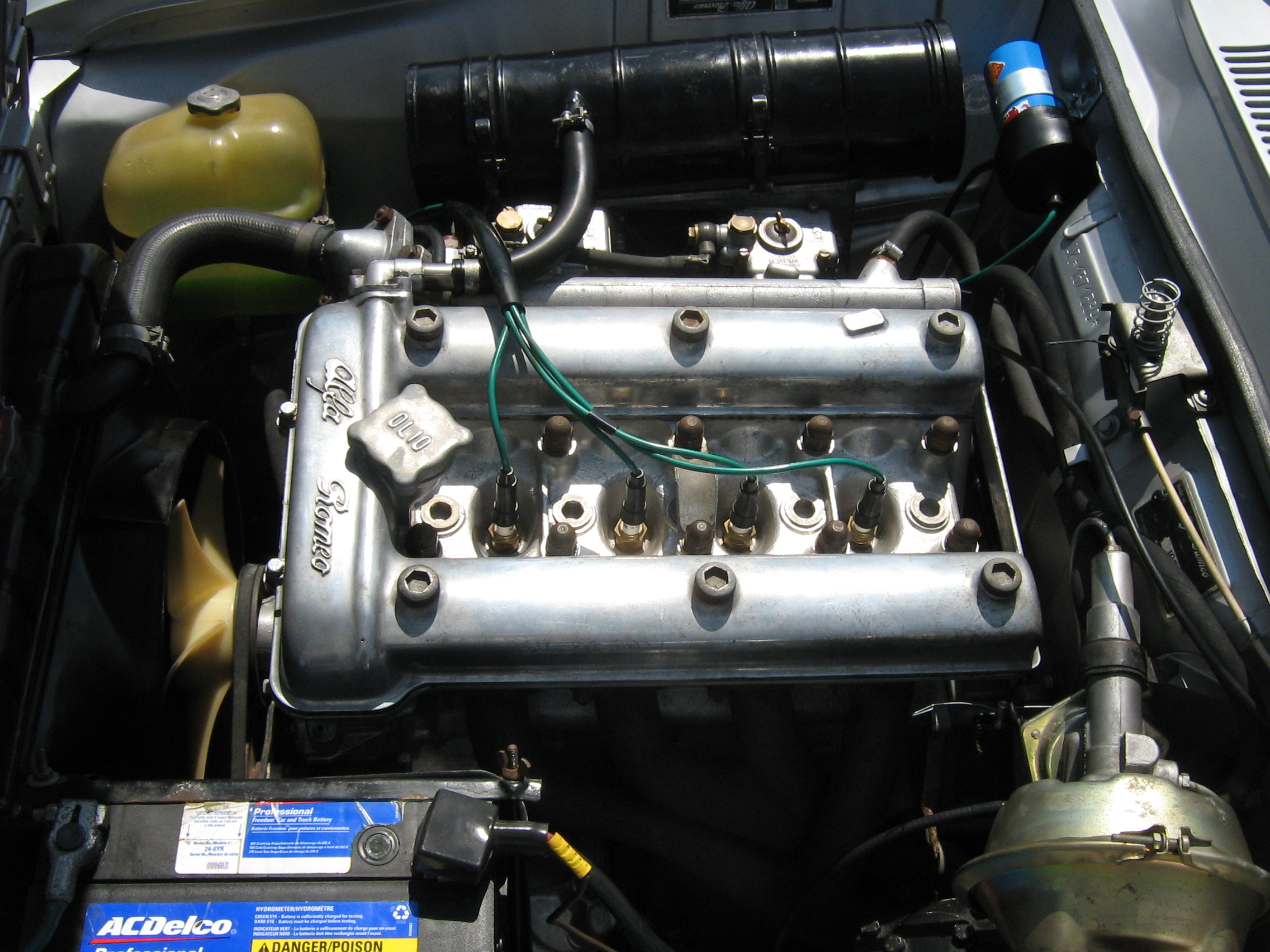
Moteur Twin-Cam de l'Alfa Romeo 1750 GTV de 1970.

En 1986, une version du moteur suralimenté de 1 779 cm3 installé sur la 75 développe 155 ch. La version de course qui développe 300 ch a participé en Groupe A au championnat réservé aux voitures de tourisme, et pour célébrer les résultats à la fin de la même année, la 75 Turbo Évolution a été produite à cinq cents exemplaires ; le 1.8 turbo avait une cylindrée réduite à 1 762 cm3 avec alésage réduit à 79,6 mm, mais de même puissance, 155 ch.
En 1987, un moteur Twin-Cam à un double allumage appelé « Twin Spark », avec un angle entre l'admission et les soupapes d'échappement réduit dans le but d'améliorer la combustion, produit une puissance de 148 ch, et est doté d'un système d'injection pour le calage variable des soupapes.
Les dernières versions du moteur Twin-Cam, de 1 748 cm3, 1 773 cm3 et 1 995 cm3, sont montées sur les 155 jusqu'en 1997, mais déjà, en 1995, la production diminue de moitié, car il est progressivement remplacé la même année par le Twin-Spark 16V, produit à Pratola Serra.

## Applications
- Alfa Romeo Giulietta (1955)
- Alfa Romeo Giulia
- Alfa Romeo Giulia TZ
- Alfa Romeo Giulia GT
- Alfa Romeo Giulia GTA
- Alfa Romeo Giulia GTC
- Alfa Romeo Spider (Duetto)
- Alfa Romeo Gran Sport, Quattroruote
- Alfa Romeo Junior Zagato
- Alfa Romeo Giulietta (1977)
- Alfa Romeo 1750 Berlina
- Alfa Romeo 2000 Berlina
- Alfa Romeo Alfetta
- Alfa Romeo 90
- Alfa Romeo 75 (début de moteurs 8 soupapes double allumage 4-cylindres et 2 soupapes par cylindre et une culasse modifiée)
- Alfa Romeo 164
- Alfa Romeo 155